# Dieter Huhn

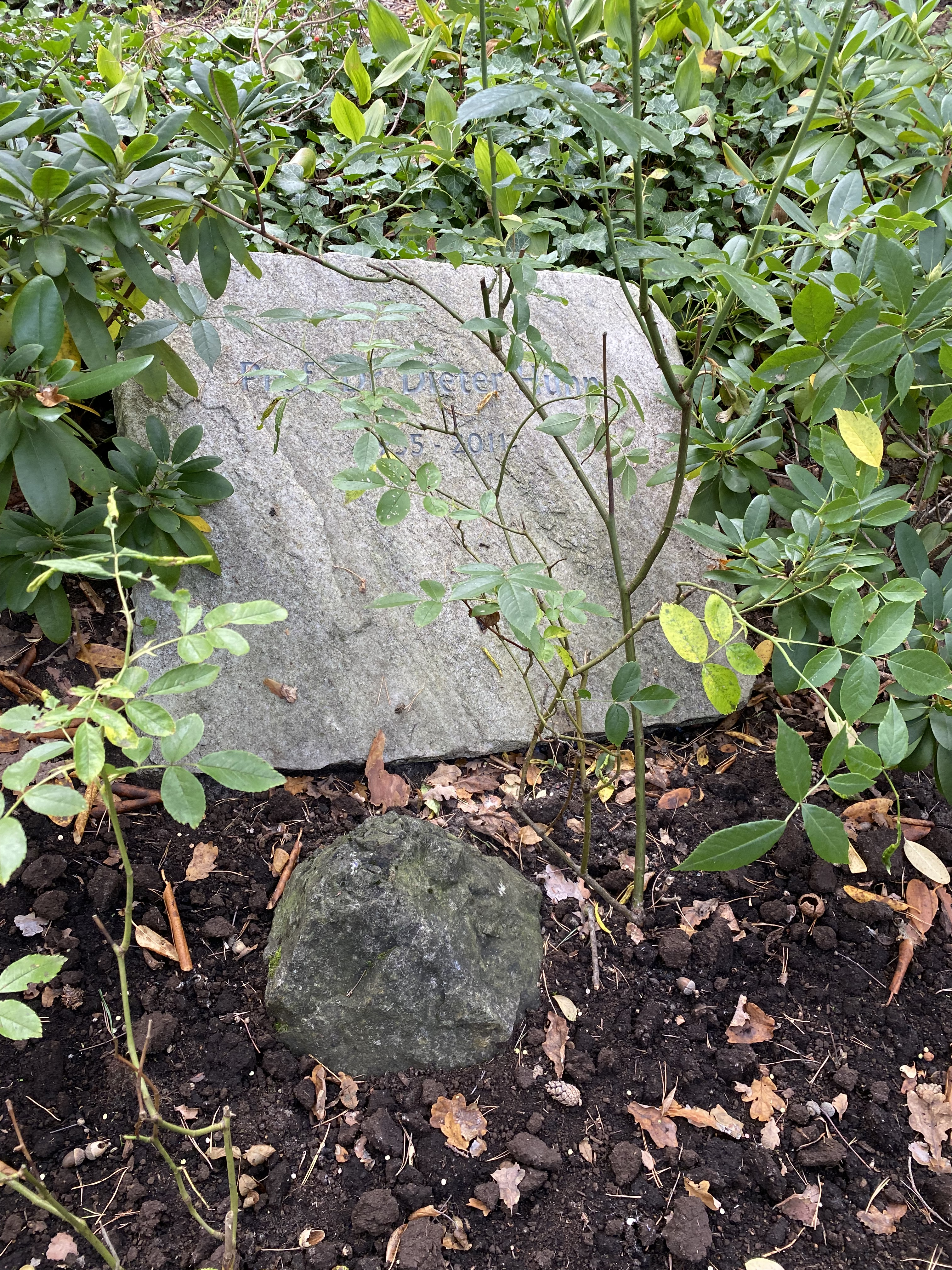
Grabstätte Dieter Huhn

Dieter Huhn (geboren am 15. November 1935 in Hannover; gestorben am 16. September 2011 in Berlin) war ein deutscher Mediziner.
Huhn wurde 1960 in Freiburg im Breisgau promoviert. 
Er war zuletzt Ordinarius für innere Medizin – Hämatologie und Onkologie – am Virchow-Klinikum der Charité in Berlin. 
Dieter Huhn verstarb im Alter von 75 Jahren in Berlin. Seine letzte Ruhestätte fand er auf dem dortigen Friedhof Heerstraße (Grablage Abt. II W5–13/14).

## Schriften (Auswahl)
- Tumorlysesyndrom, Stuttgart : Thieme, 2002
- Medikamentöse Therapie maligner Erkrankungen, München : Urban und Fischer, 2001
- New diagnostic methods in oncology and hematology, Berlin : Springer, 1998
- Roche Grundkurs hämatologische Morphologie mit Bain, Barbara J., Berlin : Blackwell-Wiss.-Verl., 1997
- Elektronenmikroskopische Untersuchungen an der Niere sublimatvergifteter Ratten, Hannover 1960, Freiburg i. B., Med. F., Diss. v. 18. Nov. 1960